# Gjorgji Abadžiev

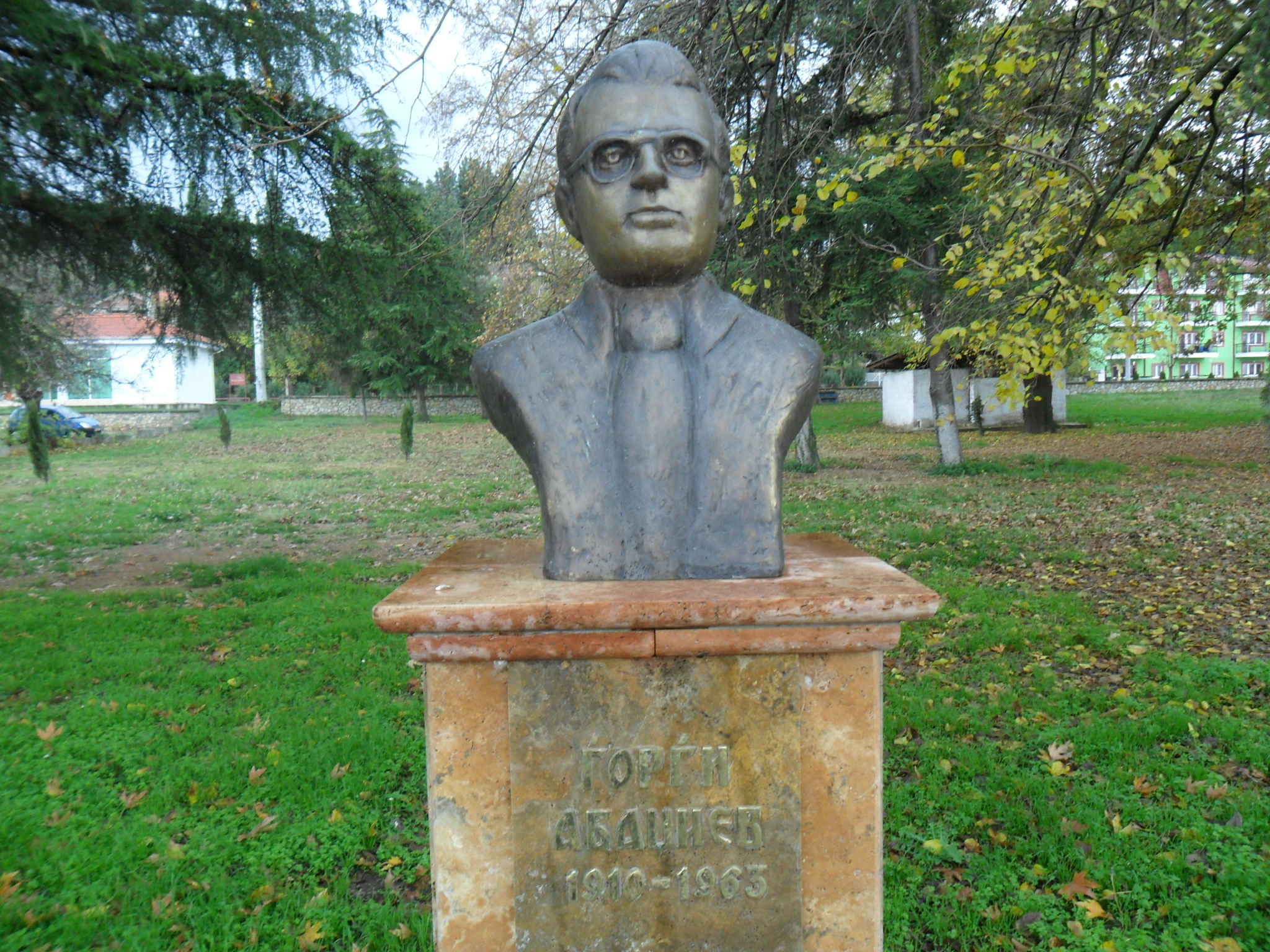
Gjorgji Abadžiev

Gjorgji Abadžiev (mazedonisch Ѓорѓи Абаџиев; * 7. Oktober 1910 in Dojran; † 2. August 1963 in Skopje) war ein jugoslawischer Schriftsteller und Historiker.

## Leben
Abadžiev kam am 7. Oktober 1910 in Dojran zur Welt und emigrierte mit fünf Jahren nach Sofia. Die Mittelschule besuchte er in Gorna Dschumaja und studierte danach an der Juristischen Fakultät in Sofia.
Von 1938 bis 1942 war er Mitglied des Mazedonischen Literaturkreises und von 1946 bis 1947 des Mazedonischen Literaturkreises „Nikola Wapzarow“. Seine ersten Kunstkritiken, Reportagen und Erzählungen veröffentlicht er 1936 im Band „Труд и луѓе“ (Arbeit und Menschen) und später im Band „Последна средба“ (Letzte Sitzung).
1948 kehrte er nach Mazedonien zurück und war in Skopje Mitbegründer des Instituts für Nationalgeschichte, an dem er stellvertretender Direktor war.
Abadžiev starb am 2. August 1963 in Skopje.

## Werke
- Труд и луѓе, 1936
- Изгрев, 1950 (Erzählungen)
- Епопеја на ножот, 1951 (Erzählungen)
- Последна средба, 1953 (Erzählungen)
- Арамиско гнездо, 1954 (Roman)
- Пустина, 1961 (Roman)
- Раскази, 1962 (Erzählungen)
- Балканските војни и Македонија, 1972 (Monographie)
- Избрани дела (Ausgewählte Werke), 4 Bände, 1972